# دايد تريجر
دايد تريجر(بالإنجليزية: Dead Trigger)‏ هي لعبة فيديو من منظور الشخص الأول تم تطويرها ونشرها من قِبل
ماد فينجر. أطلقت في 26 يونيو2012 لنظامي أندرويد وآي أو أس.

## طريقة اللعب
تبدأ اللعبة بِشاشة الخريطة، حيث يمكن للاعب اختيار المهمات المتاحة حالياً، أو الوصول إلى مميزات اللعبة مثل المتجر، الكازينو والساحة.
تكون المهمات العامة متاحة دائماً، فضلاً عن وجود قصة البعثات، بالإضافة إلى ذلك يمكن للاعب إن يلعب مهمة الجائزة كُل يوم للحصول على مكافأة صغيرة من الذهب.

## الإصدار
بدأت اللعبة على نظام آي أو أس كتطبيق مدفوع، لاحقاً تم إضافتها لنظام أندرويد كلعبة مدفوعة أيضاً. ثم قام مطورو اللعبة بإصدارها بشكل مجاني بسبب القرصنة العالية 
تم تنزيل اللعبة أكثر من 23 مليون تنزيل في جميع الأنظمة، اعتباراً من أكتوبر 2013.